# Geonotus
Geonotus is een geslacht van rechtvleugeligen uit de familie sabelsprinkhanen (Tettigoniidae). De wetenschappelijke naam van dit geslacht is voor het eerst geldig gepubliceerd in 1960 door Max Beier.

## Soorten
Het geslacht Geonotus omvat de volgende soorten:
- Geonotus atrifrons Beier, 1962
- Geonotus vittatus Brunner von Wattenwyl, 1895